# Young Money Entertainment
Young Money Entertainment is een Amerikaans platenlabel, opgericht door rapper Lil Wayne. Het label wordt gedistribueerd door Republic Records. Momenteel worden nummers en albums van de Young Money-crew uitgebracht, die bestaat uit Lil Wayne, Drake, Nicki Minaj, Tyga, Mack Maine, Jae Millz, Cory Gunz, Lil Twist, Gudda Gudda, Lil Chuckee, Short Dawg, T-Streets, ErraKid en Shanell. Het label heeft vijf nummer 1-albums uitgegeven, namelijk Tha Carter III en I Am Not a Human Being van Lil Wayne, Thank Me Later van Drake en Pink Friday en Pink Friday: Roman Reloaded van Nicki Minaj.
In oktober 2007 vertelde Lil Wayne in een interview dat hij was afgetreden als voorzitter van het label, en dat hij het stokje had doorgegeven aan Cortez Bryant. Vanaf 2009 was Mack Maine voorzitter. Rapper Drake ondertekende een joint venture tussen Cash Money Records en Young Money. Op 6 maart 2010 bevestigde Wayne dat rapper Cory Gunz de laatste artiest was die getekend zou worden voor het label. Om hun samenwerkingsalbum We Are Young Money te promoten, die eind 2009 werd uitgebracht, begonnen artiesten van Young Money aan de Young Money Tour.

## Artiesten

### Huidige artiesten
- Lil Wayne
- Christina Milian
- Cory Gunz
- Drake
- Gudda Gudda
- Lil Twist
- Mack Maine
- Nicki Minaj
- Shanell
- T-Streets
- Young Money Marco

### Voormalige artiesten
- Austin Mahone
- Boo
- Chanel West Coast
- Curren$y
- Jae Millz
- Kidd Kidd
- Lil' Chuckee
- Omarion
- Short Dawg
- Torion
- Tyga

## Discografie

### Albums
| Jaar | Info | Positie | Positie  | Positie  | Certificatie         |
| Jaar | Info | U.S.    | U.S. R&B | U.S. Rap | Certificatie         |
| ---- | --- | ------- | -------- | -------- | -------------------- |
| 2009 | We Are Young Money - Uitgebracht: 21 december 2009 - Label: Young Money/Cash Money/Universal - Formaat: cd, muziekdownload | 3       | 3        | 1        | - Certificatie: Goud |

### Singles
| Jaar | Titel                 | Positie | Positie | Positie | Album              |
| Jaar | Titel                 | US      | US R&B  | US Rap  | Album              |
| ---- | --------------------- | ------- | ------- | ------- | ------------------ |
| 2009 | "Every Girl"          | 10      | 2       | 2       | We Are Young Money |
| 2009 | "BedRock" (met Lloyd) | 2       | 2       | 1       | We Are Young Money |
| 2010 | "Roger That"          | 56      | 15      | 6       | We Are Young Money |